# Calacadia ambigua
Espèce
Synonymes
- Clubiona ambigua Nicolet, 1849

Calacadia ambigua est une espèce d'araignées aranéomorphes de la famille des Desidae.

## Distribution
Cette espèce est endémique du Chili.

## Publication originale
- Nicolet, 1849 : Aracnidos. Historia física y política de Chile. Zoología, vol. 3, p. 319-543.